# Saving Face (Dokumentarfilm)
Saving Face ist ein US-amerikanischer/pakistanischer Dokumentarfilm von Sharmeen Obaid-Chinoy und Daniel Junge. Thema des Dokumentarfilms sind Säure-Attacken auf Frauen in Pakistan. Der Film gewann 2012 den Oscar in der Kategorie Bester Dokumentar-Kurzfilm, wodurch die Regisseurin Sharmeen Obaid-Chinoy gleichzeitig zur ersten Person aus Pakistan wurde, die für den Preis nominiert wurde und diesen gewann. Saving Face wurde am 8. März 2012 erstmals auf HBO ausgestrahlt.

## Handlung
Der Dokumentarfilm Saving Face folgt dem in London lebenden pakistanischen plastischen Chirurgen Dr. Mohammad Jawad, der in sein Heimatland zurückkehrt, um Opfern von Säure-Attacken zu helfen. Der Film behandelt die Fälle zweier Frauen, beide durch Säureattentate entstellt, und deren Kampf um Gerechtigkeit und Heilung. Die Acid Survivors Foundation of Pakistan, die ebenfalls im Film vorkommt, dokumentierte 100 Fälle von Säure-Attacken pro Jahr in Pakistan, wobei angenommen wird, dass die Dunkelziffer wegen nicht gemachter Meldungen weit höher liegt. Frauen stellen bei Weitem den größten Anteil an Opfern.

## Auszeichnungen
| Auszeichnung         | Kategorie                  | Rezipient                              |
| -------------------- | -------------------------- | -------------------------------------- |
| Oscarverleihung 2012 | Bester Dokumentar-Kurzfilm | Daniel Junge und Sharmeen Obaid-Chinoy |